# اهل تنزیه
اهل تَنزیه در برابر اهل تشبیه به گروهی از متکلمان مسلمان می‌گویند، که در باره اسما و صفات الاهی قائل منزه یا پیراسته بودن خداوند از هر گونه شباهت یا همانندی با آفریدگان و ماسوی‌الله اند و از نسبت دادن هر صفتی برای باری تعالی که به تشبیه او به ماسوی بینجامد، سر بازمی‌زنند. برخی از ایشان خداوند را منزه از آن می‌دانند، که بشود با عقل بشری بر او صفتی نسبت داد. تنزیهیان اگرچه صفاتی را چون علم، قدرت و عدل، که قرآن برای خدا برمی‌شمارد، رد نمی‌کنند، ولی بر این باور اند، که این صفات فقط در لفظ با صفاتی که ما در زبان روزانه و در باره آفریدگان به کار می‌بریم، مشترک اند و ما از درک معنای راستین صفاتی که قرآن در باب صفات خدا گفته است، ناتوان ایم. معتزله شاخص‌ترین گروهِ اهل تنزیه در جهان اسلام است، اما مذهب‌های دیگر نیز به مراتب به تنزیه قائل اند.